# Joel Hilgenberg
Joel Hilgenberg (* 10. Juli 1962 in Iowa City, Iowa) ist ein ehemaliger US-amerikanischer American-Football-Spieler auf der Position des Centers. Er spielte seine gesamte Karriere in der National Football League (NFL) für die New Orleans Saints.

## Frühe Jahre
Hilgenberg ging in seiner Geburtsstadt Iowa City auf die High School. Später besuchte er die University of Iowa.

## NFL
Hilgenberg wurde im NFL Draft 1984 in der vierten Runde an 94. Stelle von den New Orleans Saints ausgewählt. In seinen 10 Jahren bei den Saints absolvierte er 142 Spiele, davon 97 als Starter. Nach der Saison 1992 wurde er in den Pro Bowl gewählt. Nach der Saison 1993 beendete er seine Profikarriere.
Im Jahr 2006 wurde er in die New Orleans Saints Hall of Fame aufgenommen.

## Trainerkarriere
Am 25. Februar 2011 engagierten ihn die Green Bay Packers als Offensive Quality Control Coach. Von 2012 bis 2013 war er Assistant Offensive Line Coach bei den Packers. Am 25. April 2014 gab er bekannt, dass er mehr Zeit mit seiner Familie verbringen wolle und deshalb als Trainer zurücktritt.

## Persönliches
Joel Hilgenbergs Vater Jerry Hilgenberg spielte auch als Center für die University of Iowa, sein Onkel Wally Hilgenberg war Linebacker in der NFL bei den Minnesota Vikings und den Detroit Lions. Sein Bruder Jay Hilgenberg spielte ebenfalls als Center für die Chicago Bears, Cleveland Browns und die New Orleans Saints.